# パーヴェル・エゴロフ
パーヴェル・グリゴリエヴィチ・エゴロフ（ロシア語: Павел Григорьевич Егоров, ラテン文字転写: Pavel Grigorievich Egorov、1948年1月8日 - 2017年8月15日）は、ロシアのピアニスト。

## 経歴
1948年、レニングラードで生まれた。モスクワ音楽院でタチアナ・ニコラーエワ、ヴェラ・ゴルノスタエヴァに師事し、1975年に同音楽院を卒業。在学中の1974年にピアニストと歌手のためのローベルト・シューマン国際コンクールでグランプリ及び金賞を受賞した。
1976年にレニングラードへ戻って活動をはじめ、1980年にレニングラード音楽院研究科を卒業後、同校にて教鞭をとる。その後教授となり、現在も後進の指導にあたっている。また、1996～1998年には、韓国啓明大学校客員教授を務めた。
彼の指導を受けた学生には、アンドレイ・ニコルスキー（エリザベート王妃国際音楽コンクール第1位)、セルゲイ・パシケービチ（ユトレヒト・リストコンクール第1位）、オルガ・ラドヴィロヴィッチ（パリ・ルービンスタインコンクール第1位）、インガ・ゼクザー、ドミトリー・イェヒーモフ、アレクサンダー・セリッツァー、エリーナ・レーベジェワなどがおり、様々な国際コンクールにおいて受賞者を輩出している。また、世界各国でレッスンとマスタークラスを行っており、これまでドイツ、オランダ、ベルギー、スウェーデン、カナダ、イタリア、台湾で始動したことがある。
演奏者としては、オランダ、ドイツ、ベルギー、スウェーデン、デンマーク、イタリア、カナダ、アメリカ合衆国、ポーランド、ブルガリア、ルーマニア、ユーゴスラビア、中国、台湾、日本、大韓民国を演奏旅行し、3000回以上の演奏活動を行う。サンクトペテルブルク・フィルハーモニア大ホールとモスクワ音楽院大ホールでの定期演奏会に出演。1993年よりローマにて毎年公演。 2003年、カナダ・バンクーバーショパン協会からの招待でブリティッシュコロンビア州バンクーバーで北米デビュー。
研究者としての顔も持ち、シューマンピアノ全集、バッハ全集、ベートーヴェンピアノソナタ集の初版ロシア版編集者である。また、独奏、サロン曲、協奏曲の50以上のプログラムをCDとして出版。
国際シューマン協会、ドイツ・デュッセルドルフの名誉会員、サンクトペテルブルクフィルハーモニック協会名誉会員、サンクトペテルブルクフレデリック・ショパン協会議長。
2017年8月15日にサンクトペテルブルクにて69歳で死去した。

## 主な受賞
- 1974年：ピアニストと歌手のためのローベルト・シューマン国際コンクール第1位ならびに金賞。
- 1987年：ロシア・ソビエト連邦社会主義共和国功労芸術家
- 1989年：国際シューマン賞受賞。
- 2007年：ロシア連邦人民芸術家